# 울트라 (텔레비전 프로그램)
《울트라》는 울산MBC TV에서 매주 월요일부터 목요일 오후 6시 15분에 방송 중인 울산 지역 저녁 교양 정보 프로그램이다.

## 프로그램 소개
울트라는 울산 지역의 유익한 전달력을 통해 정보와 이슈를 전하는 지역 정보 프로그램으로 젊음, 빠름, 유쾌함을 지향합니다. 울산 시민이라면 꼭 알아야 할 뉴스부터 화제의 인물, 맛집, 건강, 금융, 우리동네 소식, 핫 트렌드, 생활밀착형 시사 이슈, 오늘 일어난 따끈따끈한 소식까지~ 울산의 모든 소식을 한 큐에, 쉽고 재미있게 전달해 드립니다!

## MC
| 대수 | 진행자 | 진행자 | 진행자 | 진행 기간                       | 비고 |
| 대수 | 남성   | 여성   | 남성   | 진행 기간                       | 비고 |
| ---- | ------ | ------ | ------ | ------------------------------- | ---- |
| 1대  | 이관열 | 이남미 | 윤일돈 | 2017년 2월 6일 ~ 2018년 9월 6일 |      |
| 2대  | 배윤호 | 이남미 | 윤일돈 | 2018년 9월 10일 ~ 현재          |      |

## 경쟁 프로그램
- 생생투데이 사람과 세상 (KBS 울산 1TV)
- 생방송 0!52 (ubc TV)